# Co shu Nie Tour 2019 "Psychedelic Experiment"
『Cö shu Nie Tour 2019 "Psychedelic　Experiment"』（コシュニエ ツアー 2019 サイケデリック・エクスペリメント）は、日本の3人組バンド、Cö shu Nieが2019年8月17日から8月24日にかけて行ったライブハウスツアーである。

## 解説
メジャー3枚目のシングル『絶体絶命/Lamp』、配信限定2枚目のシングル『サイコプール≒レゴプール』を携えてのライブハウスツアー。
6曲目「絶体絶命」と7曲目「Lamp」の間にMCが挟まれている。
2019年4月26日『Cö shu Nie Tour 2019 ”Daring Transition”』の最終公演にて開催発表。
同年5月8日（水）12:00 - 5月16日（木）8:00、チケットの先行抽選予約を受け付ける。
同年6月15日、チケット一般発売開始。
同年8月13日にオフィシャルグッズの販売が発表される（販売日は8月17日）。
同年8月17日、ツアー初日を終えた後に、11月20日にニューシングル（メジャー4枚目の『bullet』）のリリースと、2020年初頭から自身最大となる全国11箇所を巡る全国ツアーを開催することを発表。これと同時に新ビジュアルも公開した。
同年12月11日に発売されるメジャー1枚目のアルバム『PURE』の初回生産限定盤に最終日のライブ映像（DVD）が収録される。

## スケジュール
- 17日（土）大阪府／umeda TRAD
- 23日（金）愛知県／THE BOTTOM LINE
- 24日（土）東京都／恵比寿LIQUIDROOM

## セットリスト
1. サイコプール≒レゴプール
2. 最終列車
3. 私とペットと電話線
4. 永遠のトルテ
5. character
6. 絶体絶命
7. Lamp
8. （未発表曲）
9. 葡萄
10. supercell
11. アマヤドリ
12. iB
13. defection
14. PERSON.
15. Buttercall_Natsu
16. butterfly addiction
17. asphyxia
18. 海へ
19. 迷路 序章
20. 迷路 本編